# Gallinule punaé
Gallinula pacifica
Espèce
Synonymes
- Gallinula pacificus (Hartlaub & Finsch, 1871)
- Pareudiastes pacificus Hartlaub & Finsch, 1871
(protonyme)

Statut de conservation UICN

 CR D : 
En danger critique
La Gallinule punaé (Gallinula pacifica) est une espèce éteinte d'oiseaux de la famille des Rallidae.

## Répartition
Cette espèce était endémique des Samoa.
Classé en danger critique d'extinction, cette espèce pourrait encore exister dans des zones reculé.